# L6/40
Der L6/40 war ein leichter italienischer Panzer, der von der Firma Ansaldo entwickelt und im Zweiten Weltkrieg genutzt wurde.

## Entwicklung
Nachdem in Italien Benito Mussolini an die Macht gekommen war, begann die Aufrüstung des italienischen Heeres. Im Jahr 1929 hatte Italien vier Carden-Loyd-Tankette gekauft, welche von Fiat-Ansaldo nachgebaut und als CV-29 bezeichnet wurden. Gleichzeitig wurden die älteren Fiat-2000-Panzer aufgerüstet. Aufgrund geographischer Gegebenheiten, finanzieller Aspekte und technischer Möglichkeiten entschied man sich in Italien in den folgenden Jahren für die Fertigung größerer Stückzahlen von Tanketten.
Die Erfahrungen, die Ansaldo mit den Tanketten gemacht hatte, wurden für die Entwicklung des L6/40 verwendet. Die Bezeichnung setzt sich aus verschiedenen Komponenten zusammen und ist sprechend, denn L steht für „Leggera“, also Leichter Panzer, die 6 steht für die Gewichtsklasse von sechs Tonnen und die 40 für das Modelljahr 1940.
Sein unmittelbarer Vorgänger, der Carro D'Assalto modello 1936, ein 5-Tonnen-Panzer auf Basis der CV-35 Tankette, verfügte über eine kurze 37-mm-Kanone L/26 modello 1932 und ein koaxiales 6,5-mm-Breda-Maschinengewehr. Der Turm für dieses Fahrzeug war 1936 konzeptioniert und entwickelt worden. Beim alternativen Prototyp, dem Carro Cannone 5t modello 1936, war die 37-mm-Kanone L/26 in der Wanne montiert und der Turm verfügte nur über das Breda-MG.
Das Fahrwerk war den französischen Panzern dieser Zeit ähnlich, dem R-35 und dem H-35/39. Es wurden dabei größere Laufrollen gewählt, wobei je zwei Laufrollen in einem Rollenwagen kombiniert waren. Das hintere Leitrad ähnelte dem, das bei den Tanketten eingesetzt war und lief ebenfalls auf dem Boden.
Die Wanne hatte in der Mitte einen erhöhten Aufbau, auf dem sich der kleine Einmann-Turm befand.
Der neue Prototyp von Fiat-Ansaldo musste offiziell freigegeben werden und erhielt für die Erprobung 1938 den Turm des Autoblinda AB-40 mit einem Zwillings-MG Breda 6,5 mm sowie eine 37-mm-Kanone in einer Kasematte. Letztlich wurde der finale Prototyp mit dem größeren Turm des Autoblinda AB-41 ausgestattet, der ursprünglich mit einer kurzen 37-mm-Kanone L/21 von Vickers-Termi und in der Serienfertigung dann mit der 20-mm-Kanone Cannone-Mitragliera da 20/65 modello 35 von Breda bewaffnet war. Auch das Koaxial-MG wurde ausgetauscht und es kam ein 8-mm-Maschinengewehr M38 von Breda zum Einbau.

## Produktion
Die ersten Prototypen des L/60 waren bereits 1936 fertiggestellt, doch die Serienfertigung begann nach der Freigabe des Modells im Jahr 1940 erst 1941. Auch wenn das Fahrzeug im Vergleich mit den Panzertypen anderer Armeen dieser Zeit als veraltet angesehen werden kann, so war es doch für die italienischen Streitkräfte der modernste Panzer dieser Zeit.
Allerdings war aus diesen Gründen die Produktionszeit recht kurz, vom Mai 1941 (Nullserie) bis zum Herbst 1942 lief die Fertigung im Fiat-Werk bei Turin.
Das italienische Heer bestellte 283 Stück des Panzertyps.

## Technische Beschreibung
Die genietete Wanne war aus der Entwicklung des mittleren 6-Tonnen-Panzers hervorgegangen. Die stärkste Panzerplatten waren an der Front und der Geschützblende verbaut und hatten eine Stärke von 40 mm, sie sollten Beschuss mit dem Kaliber 37 mm standhalten. An den Seiten, hinten und an den horizontalen Flächen waren Platten mit 20 bis 6 mm Stärke verbaut.
Durch die geringe Größe war es im Fahrzeug sehr beengt, links im Turm saß der Kommandant, der gleichzeitig die Hauptwaffe bediente und rechts der Fahrer. Der Turm, der weitestgehend dem des Autoblinda AB-41 entsprach, konnte per Hand um 360° gedreht werden und die Waffen hatten einen Höhenrichtbereich von −12° bis +20°.
Das Fahrwerk war eine überarbeitete Version des erstmals beim Carro D'Assalto 1936 verwendeten Entwurfes. Modern war der Einsatz von Torsionsstangen für die Federung der beiden Rollenwagen-Paare auf jeder Seite. Das Antriebsrad saß vorne, dann kamen die vier gummierten Laufrollen und hinten folgte ein größeres Leitrad. Um den Lauf der aus 89 Kettengliedern bestehenden Kette zu stabilisieren, verfügte das Fahrzeug über drei Stützlaufrollen. Den Bodendruck des Gefechtsgewichtes von 6,8 Tonnen verteilte die Kette auf einer Länge von 2,69 m.
Der Benzin-Vierzylinder vom Fiat, Modell SPD 18D, produzierte bei 2500 Umdrehungen 70 PS, was im Verhältnis Tonne zu Leistung einen Faktor von 10,3 ergibt. Der Kraftstoffvorrat betrug 200 Liter und der Verbrauch lag auf der Straße bei 100 Litern auf 100 km bzw. bei 250 Liter im Gelände. Das Fünfgang-Getriebe (4 Vorwärts- und 1 Rückwärtsgang) war mit einem Kupplungsbremssystem für die Steuerung verbunden.
Während der Erprobung hatte der L6/40 Steigungen von 31°, 1,7 m breite Gräben und 0,7 m hohe Hindernisse bewältigt. Seine maximale Watfähigkeit betrug 0,8 m.

## Einsatz

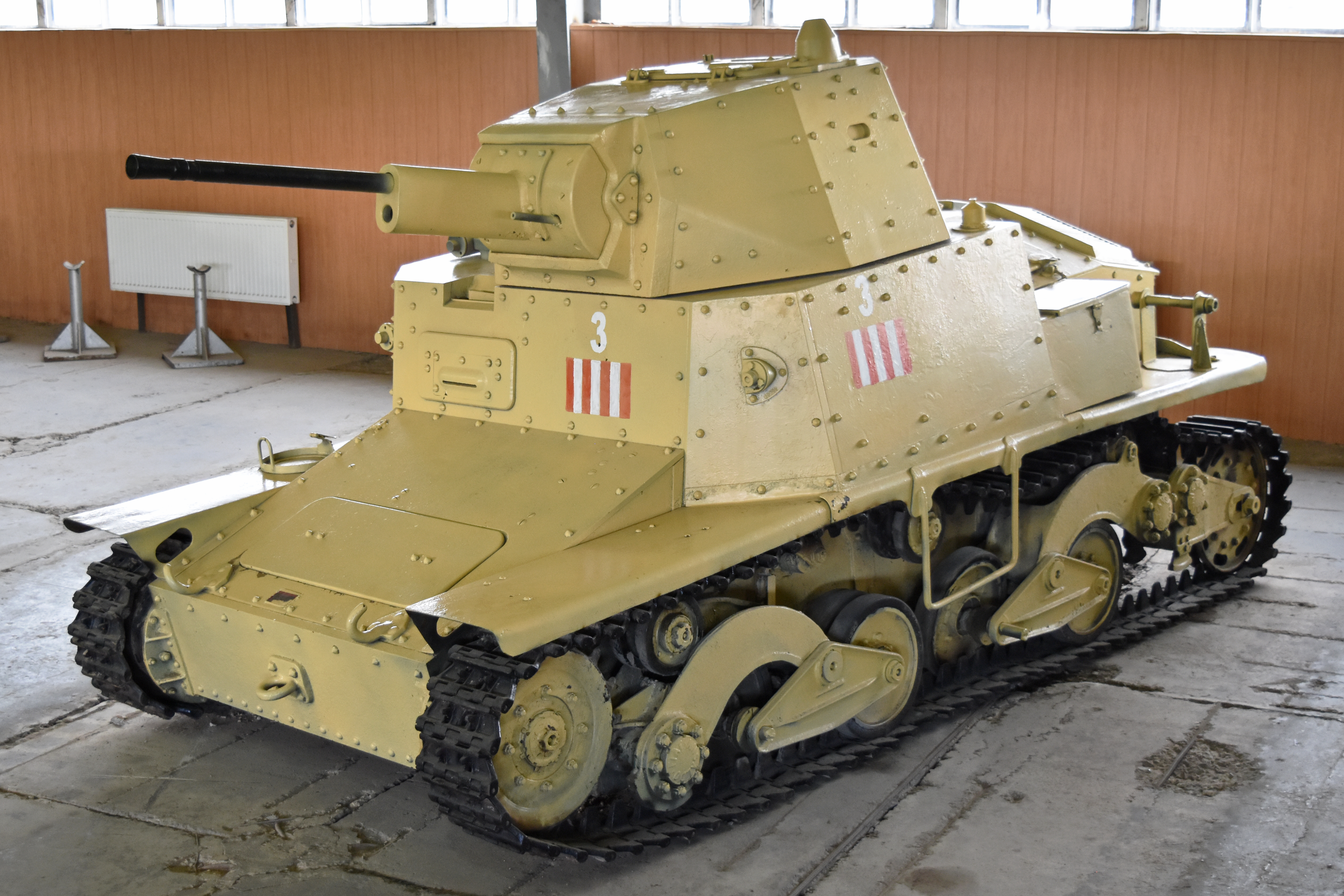
L6/40 in Kubinka

Bei seiner Einführung war der L6/40 grob mit dem deutschen Panzerkampfwagen II vergleichbar, aber nicht für den Einsatz an der Front geeignet. In Italien, Nordafrika und der Sowjetunion wurde er von Aufklärungs- und Kavallerieeinheiten eingesetzt.

## Varianten
Da das Fahrzeug schon bald nach seiner Einführung den gegnerischen Panzertypen unterlegen war, wurde es für verschiedene Sonderaufgaben umgebaut.
L6/40 lf
Flammpanzer mit einem Flammenwerfer anstelle der Hauptbewaffnung und einem 200-Liter-Flammöltank im Fahrzeug.
L6/40 Centro Radio
Panzerbefehlswagen mit erweiterter Funkausrüstung und oben offenem Turm.
L6/40 Portamunizioni
Munitionsschlepper für die Selbstfahrlafette Semovente da 90/53 M.41. Die Transportkapazität lag bei 26 Schuss im Fahrzeug und weiteren 40 Schuss in einem gepanzerten Anhänger.

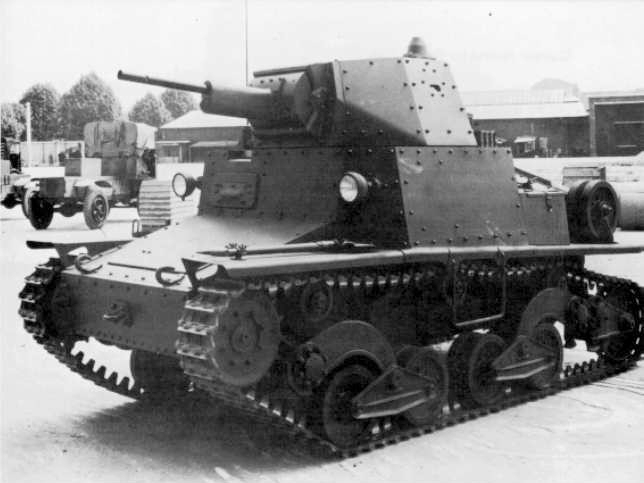
L6/40
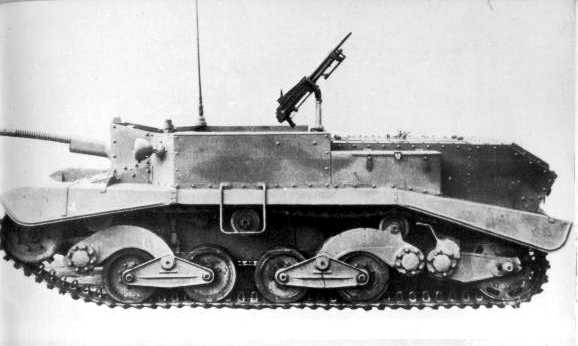
Prototyp Truppentransporter
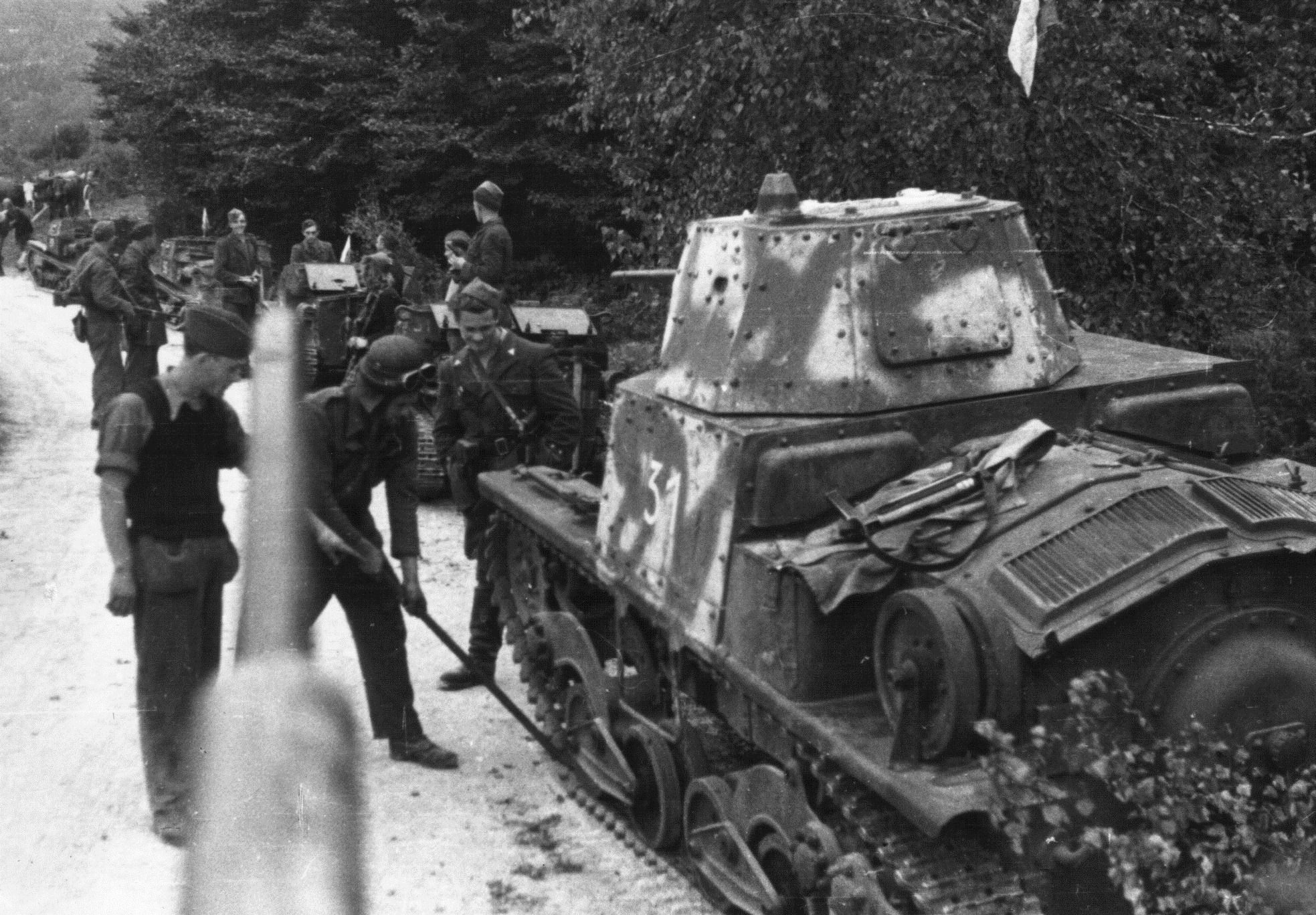
Italienische Truppen mit L6/40
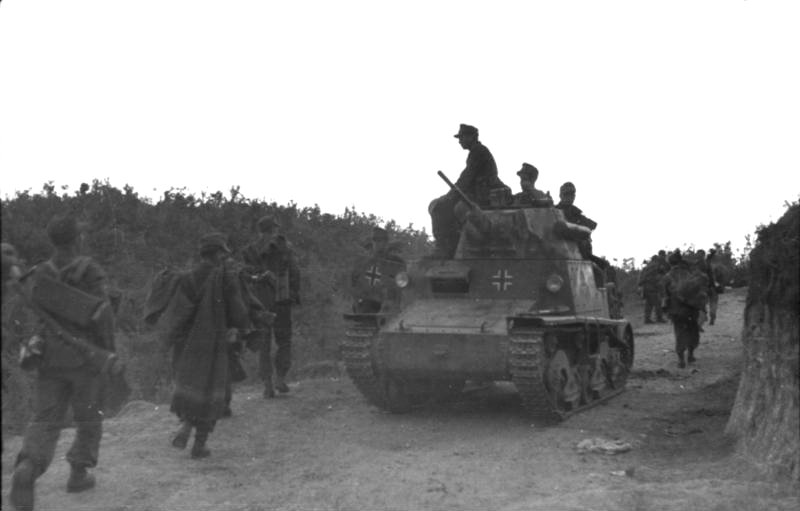
L6/40 in Albanien WH
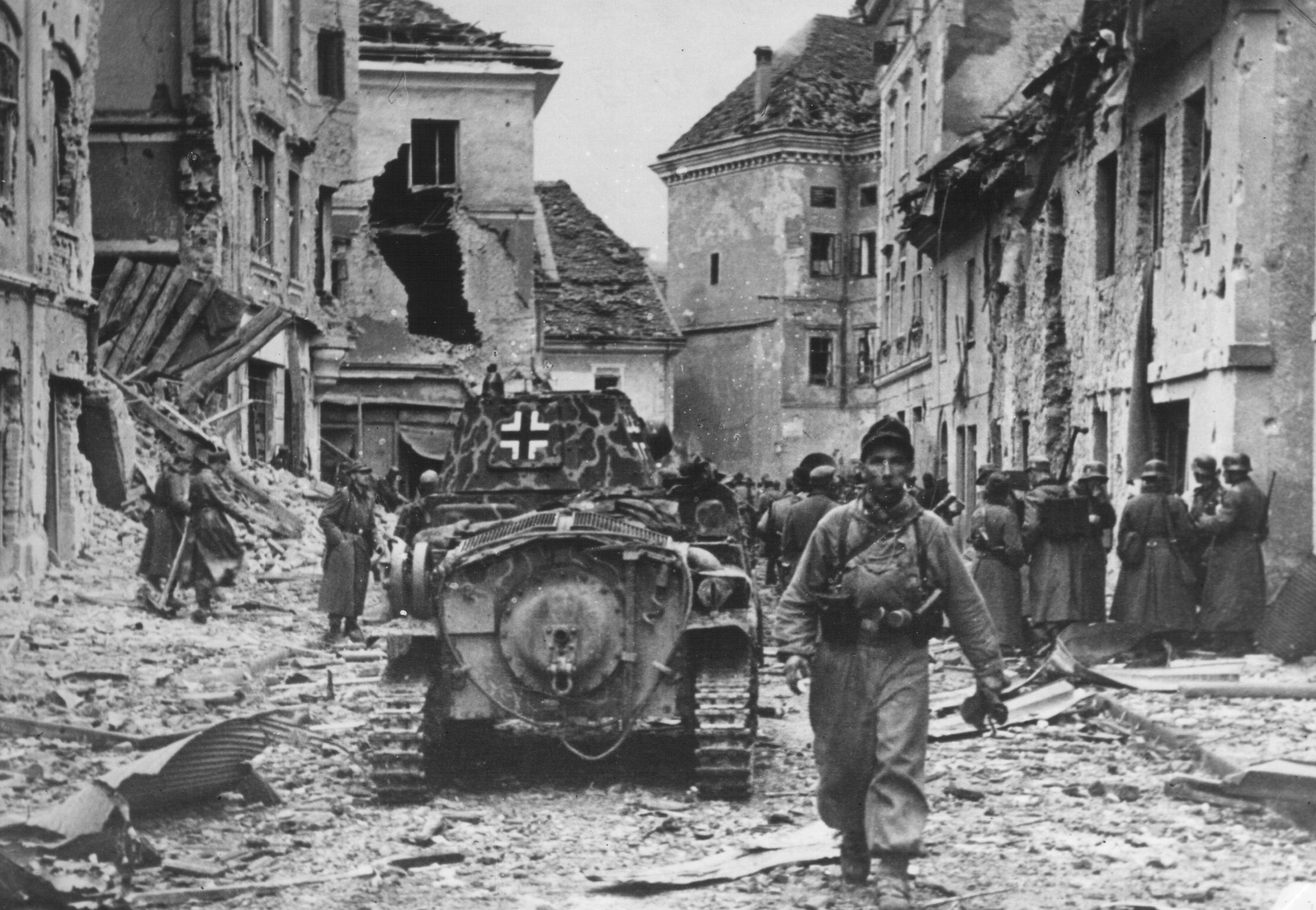
Einsatz bei der Wehrmacht

### Semovente L40 da 47/32
Das Fahrgestell des L6/40 diente als Basis für die Selbstfahrlafette Semovente 47/32, von der mehrere hundert gebaut wurden.
Bei der Aufstellung von schnellen Verbänden sollte das Sturmgeschütz L40 da 47/32 bei den Bersaglieri Regimentern das gezogene Geschütz 47/32 Mod. 1935 ersetzen. Das von Ansaldo entworfene Sturmgeschütz wurde L40 wurde am 10. Mai 1941 im Centro Studi della Motorizzazione militare präsentiert.
Nachdem sich der leichte Panzer L6/40 als kaum gefechtstauglich erwiesen hatte, nutzte man die Produktionskapazitäten überwiegend für dieses Sturmgeschütz, von dem man sofort 300 Stück bestellte. Als es im September 1943 zum Waffenstillstand mit den Alliierten kam, waren etwa 280 Fahrzeuge produziert worden.
Die Bewaffnung mit der 47-mm-kalibrigen Cannone anticarro da L/32 modello 35 entsprach der des mittleren Kampfpanzers M13/40. Ein Nachteil des kleinen Fahrzeugs war, dass die Panzerplatten aufgrund der geringen Gesamtgröße des Fahrzeugs nicht gewinkelt montiert werden konnten. Nachdem die ersten Fahrzeuge an die Front kamen und man erste Erfahrungen gesammelt hatte, erhielten alle Fahrzeuge ein zusätzliches Maschinengewehr, um Infanterieangriffe abwehren zu können.

#### Einsatz
Die ersten L40 kamen ab August 1942 in der Sowjetunion bei der 3ª Divisione Celere „Principe Amedeo Duca d'Aosta“, welche zur italienischen Armee der Ostfront, dem Corpo di spedizione italiano in Russia gehörte, als XIII. (13.) Selbstfahrlafetten Gruppe des 14º Reggimento „Cavalleggeri di Alessandria“ zum Einsatz. Dort zeigte sich, dass das Fahrzeug gegen moderne sowjetische Panzertypen keine Chance hatte, nur wenn es auf britische Lend&Lease-Panzer oder ältere sowjetische Panzertypen aus der Vorkriegszeit traf, reichte die Bewaffnung der Semovente L40, um sich in einem Gefecht zu behaupten.
Bei der IV. Panzergruppe des 13º Reggimento „Cavalleggeri di Monferrato“ wurden die Fahrzeuge bis zum Waffenstillstand in Albanien eingesetzt.
In Nordafrika wurde das Fahrzeug an die 132ª Divisione corazzata „Ariete“ (Panzerdivision) und die 133ª Divisione corazzata „Littorio“ (Panzerdivision) ausgegeben und nahm mit diesen Verbänden an der Zweiten El-Alamein-Schlacht teil.
Insbesondere bei den Kämpfen in Tunesien war das Fahrzeug vielfach im Einsatz. Dort verfügten das I. (1.) und CXXXVI. (126.) Battaglione controcarri (carristi) (Panzerjäger-Bataillon) und die Raggruppamento Esplorante Corazzato (R.E.Co.) „Cavalleggeri di Lodi“ (Gepanzerte Aufklärungsgruppe) beim XXX. (30.) italienischen Korps über je zwei Kompanien.
Bis zum Waffenstillstand waren unter anderem folgende weitere Einheiten mit dem Fahrzeug ausgerüstet:
- Sizilien: 6ª Armata di Sicilia: IV., CXXXIII., CCXXXIII. Battaglione semoventi controcarro (carristi) (Panzerjäger-Bataillon)
- Raum Rom und Porta San Paolo: II Gruppo/Raggruppamento Esplorante Corazzato (R.E.Co.) „Lancieri di Montebello“ (Gepanzerte Aufklärungsgruppe) unterstellt bei der 135ª Divisione corazzata „Ariete II“
- Provence und später Raum Rom: 5ª Compagnia del LXIX Battaglione/18º Reggimento bersaglieri (in configurazione di R.E.Co.) bei der 136ª Divisione corazzata „Centauro II“
- Korsika: XX. (20.) Battaglione semoventi controcarro (carristi) (Panzerjäger-Bataillon) bei der 20ª Divisione fanteria „Friuli“ (Infanteriedivision)
- Korsika: CXXI. (121.) Battaglione semoventi controcarro (carristi) (Panzerjäger-Bataillon) bei der 44ª Divisione fanteria „Cremona“ (Infanteriedivision)

### Carro Comando L40
Zugführerwagen mit erweiterter Funkausstattung und mit einer geänderten Bewaffnung. Das Führungsfahrzeug erhielt nur ein 8-mm-Breda-Maschinengewehr als Bewaffnung, das jedoch zur Täuschung in einem größeren Rohr montiert, damit das Fahrzeug nicht sofort als Führungsfahrzeug erkennbar war.

### Centro Radio L40
Befehlswagen zur Führung von Einheiten, der bis zum Waffenstillstand nur als Prototyp entwickelt war.

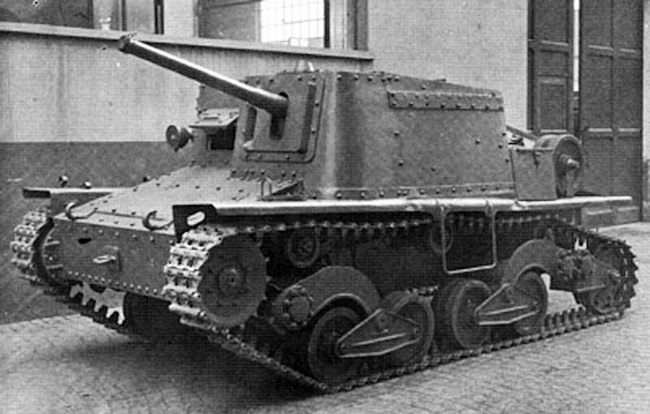
Prototyp 2
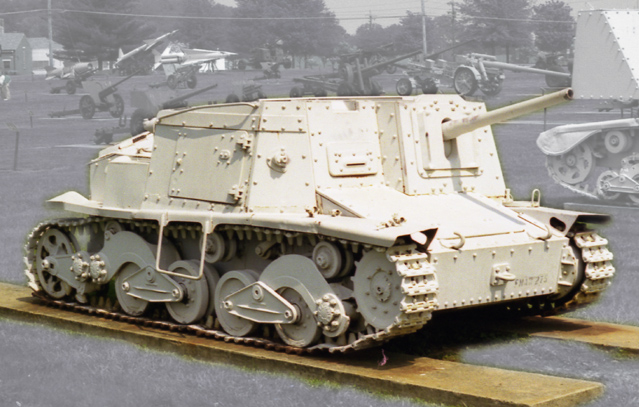
L40 da 47/32 Serienausführung / Aberdeen Proving Ground 2000
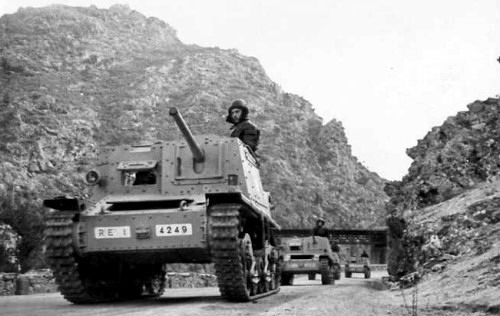
L40 da 47/32 ca. 1942
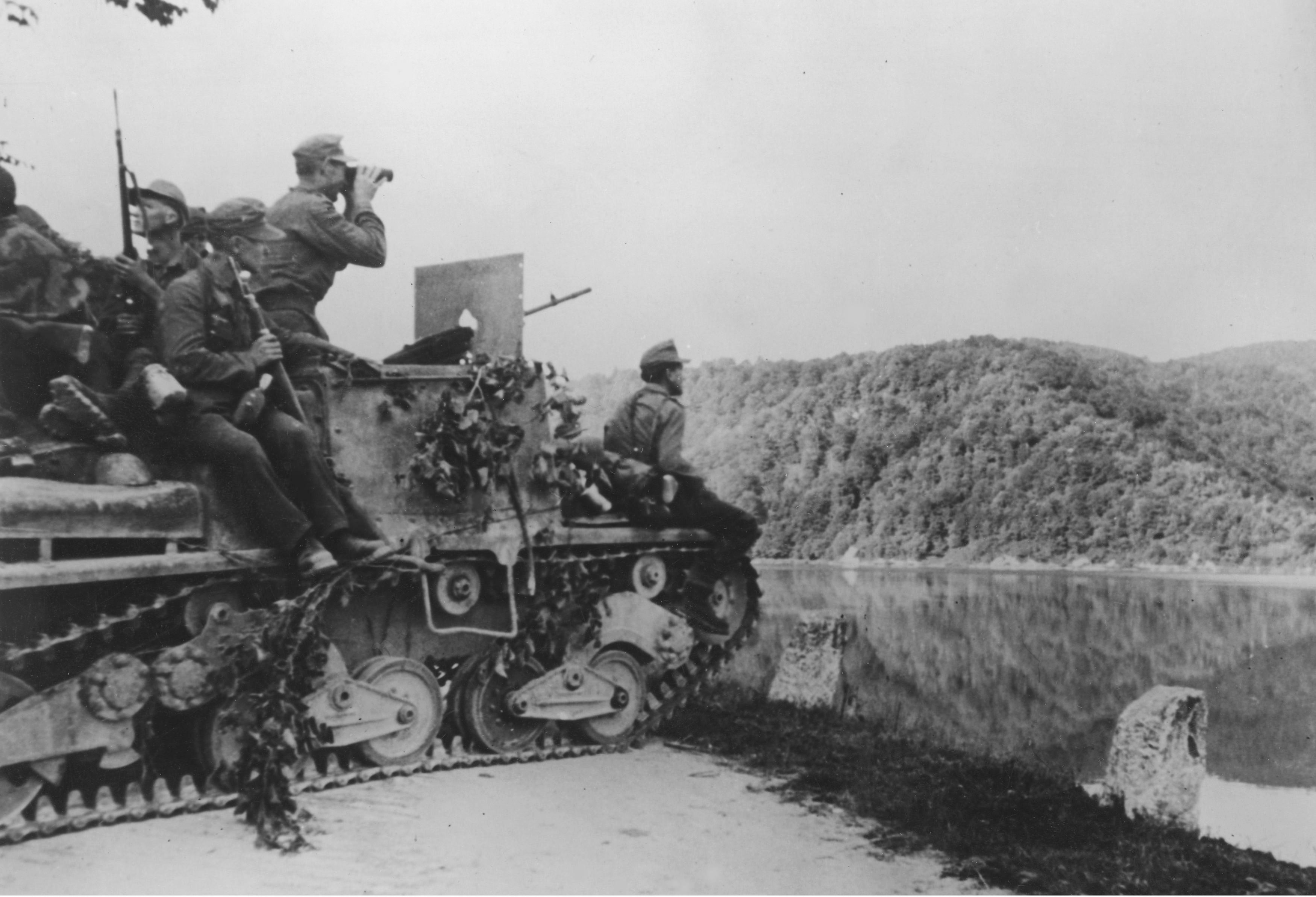
L40 da 47/32 der Waffen-SS / Jugoslawien August 1944

## Verwendung bei der Wehrmacht
Nachdem Italien einen Waffenstillstand mit den Alliierten ausgehandelt hatte und schließlich kapitulierte, übernahm die Wehrmacht in der Operation „Achse“ am 9. September 1943 die gesamte Ausrüstung von den italienischen Truppen. Diese wurden im weiteren Kriegsverlauf von der deutschen überwiegend im Mittelmeerraum eingesetzt und von eigenen und loyalen italienischen Kräften verwendet. Hintergrund für den Einsatz dieser leichten Panzer sind die vielfach schwierigen Straßenbedingungen und die schwachen Brücken der Balkanländer.
Wie in Frankreich wurden einigen Herstellern Kontrakte zur Fertigstellung laufender Panzerproduktionen gegeben. In der Regel geschah dies, indem das Heereswaffenamt bestehende Kontrakte der italienischen Armee übernahm. So kamen Ende 1943 und im Jahr 1944 weitere Fahrzeuge unmittelbar aus der Fertigung in den Bestand der Wehrmacht.

### Panzerkampfwagen L/6 (i)
Im November 1943 berichtete der „Aufstellungsstab Süd“ des Oberkommando des Heeres (OKH), dass 106 Fahrzeuge als Beute verzeichnet worden waren. Neben den von den italienischen Einheiten übernommenen Fahrzeugen wurden 1943/44 noch 15 Panzerkampfwagen L6/40 „normal“ bzw. „2 cm“ fertiggestellt und ausgeliefert. Es kann anhand der folgenden Meldungen davon ausgegangen werden, dass die Produktion diese Typs im Dezember 1943 eingestellt wurde. Zusätzlich wurden noch 2 Panzerbefehlswagen L6 fertiggestellt.
In einer Meldung vom 29. September 1943 werden 15 Panzer L6 mit 2 cm bei dem III. SS-Panzer Korps der Heeresgruppe F gemeldet.
Am 9. November 1943 wurde angewiesen, dass die Heeresgruppe Süd fünf L6 und zwei Panzerbefehlswagen L6 für die Panzer Ausbildungs Abteilung Süd erhalten sollte. Weiter sollten je fünf L6/40 an die 100. Jäger Division, die 114. Jäger Division, die 104. Jäger-Division, die 117. Jäger-Division, die SS-Gebirgs Division Prinz Eugen, die 1. Gebirgs-Division, die 118. Jäger-Division, die 297. Infanterie-Division, die 369. Kroatische Infanterie-Division, die 373. Kroatische Infanterie-Division gehen. Weitere 20 Fahrzeuge waren für SS-Polizei-Regimenter (je fünf für 1., 2., 14. und 18.) vorgesehen und je vier Fahrzeuge für die 1., 2., 3. und 4. Kroatische Brigade.
Eine Meldung vom 30. Dezember 1944 zeigt, dass nur noch bei der Panzer-Ausbildungs-Abteilung Süd und den kroatischen Infanteriedivisionen L6 gemeldet wurden.

### Sturmgeschütz 47/32 auf L6 630 (i)
Die Sturmgeschütze L6 wurde nach der italienischen Kapitulation noch in größerer Anzahl gebaut. Zu den am 9. November 1943 gemeldeten 35 Sturmgeschütz L6, die übernommen wurden, kamen weitere 74, die noch 1943 und 1944 gebaut wurden. Ergänzt um zehn Carro Comando L40 bzw. Zugführer-Sturmgeschütze L6, welche zusammen mit acht übernommenen Centro Radio L40 bzw. Befehlswagen Sturmgeschütz L6 und weiteren 36 noch gebauten Panzerbefehlswagen 47/32 (i) (Carro Comando), eine Gesamtzahl von 163 Fahrzeugen mit dem Aufbau der Semovente 47/32 ergibt.
Zugeteilt waren die Fahrzeuge nach einem Bericht vom 31. Dezember 1944 überwiegend den Einheiten, die im ehemaligen Jugoslawien gegen Partisanenverbände eingesetzt wurden und im Bereich des Oberbefehlshabers Südost operierten: die 11. Luftwaffen-Felddivision, die 104. Jäger-Division, die 117. Jäger-Division, die 118. Jäger-Division, die 181. Infanterie-Division, die 264. Infanterie-Division, die 297. Infanterie-Division, die 369. Infanterie-Division, die 373. (Kroatische) Infanterie-Division, die 392. (Kroatische) Infanterie-Division, die SS-Polizei-Abteilung 7/4. SS-Polizei-Division, die SS-Polizei-Abteilung 8/4. SS-Polizei-Division und das SS-Polizei-Regiment 18.
Verbände, die noch am 15. März 1945 einen Bestand an Sturmgeschütz L6 meldeten, waren: die Panzerjäger Kompanie des LXVIII. (68.) Armeekorps, der 2. Zug/SS-Sturmgeschütz Kompanie 105, die Panzer-Ausbildungs-Abteilung Süd, die Panzer-Ausbildungs-Abteilung Adria, das SS-Polizei-Gebirgsjäger-Regiment 18, die 359. Kroatische Infanterie-Division, die 117. Jäger-Division, die 373. Kroatische Infanterie-Division, die 392. Kroatische Infanterie-Division und die 11. Luftwaffen-Felddivision.
Die Heeres Panzerjäger Abteilung 590 hatte Anfang 1944 für ihre 2. Kompanie umgebaute Sturmgeschütz L6 ohne Bewaffnung als Zugfahrzeuge für 7,5-cm-Pak erhalten. Die Erfahrungen der Abteilung zeigten, dass die Fahrzeuge, welche aus der Produktion kamen, erst gründlich gewartet werden mussten, da möglicherweise in den Werken vorsätzlich mechanische Probleme mit den Fahrzeugen herbeigeführt wurden. Die Ausfallquote der Fahrzeuge war hoch, doch Ersatzteile waren gut erhältlich. Kritik wurde geübt an den begrenzten Transportmöglichkeiten für die Geschützbesatzung und dem geringen Munitionsvorrat, der mitgeführt werden konnte.

## Technische Daten
- Gewicht: 6800 kg
- Länge: 3780 mm
- Breite: 1920 mm
- Höhe: 2030 mm
- Fuhrttiefe: 800 mm
- Kletterfähigkeit: 0,7 m
- Steigfähigkeit: 60 %
- Grabenüberschreitfähigkeit: 1,7 m
- Antrieb: Vierzylinder-Reihenmotor SPA 180 mit 70 PS (51 kW)
- Höchstgeschwindigkeit: 42 km/h (Straße)
- Reichweite: 200 km
- Bewaffnung:
  - 20-mm-Kanone Breda 35 mit 296 Schuss
  - 8-mm-MG Breda 38 mit 1560 Schuss (koaxial im Turm)
- Panzerung: 6 bis 30 mm
- Besatzung: zwei Mann